# Palau Marcet
El Palau Marcet és un edifici situat al Passeig de Gràcia, 13 i la Gran Via de les Corts Catalanes, 609 de Barcelona, catalogat com a bé cultural d'interès local. Fins al 2024 acollia el Cinema Comèdia.

## Història
En aquest indret es trobava el palau de Llorenç Oliver i Soler, comte de San Juan de Violada, projectat el 1869 pels mestres d'obres Pau Martorell i Rafael Guastavino.
El 1887, Frederic Marcet i Vidal va encarregar al mestre d'obres TIberi Sabater el projecte de la seva residència particular, i les obres es van acabar l'any 1890. A la decoració interior, força sumptuosa, van intervenir artistes i artesans com Eduard Llorenç i Joan Parera (pintura i escultura), Antoni Rigalt (vitralls), Joan Balletbò i Francesc Roig (taller de marbre). En sobresortia l'escalinata d'entrada i el saló central, de dos nivells, amb terrassa sobre el jardí, del qual únicament queda constància a la documentació històrica. Amb el temps, va passar a ser residència de la família Planàs-Amell, nebots de la seva dona Dolors Planàs Armet (†1902), emparentada amb Santiago Rusiñol.

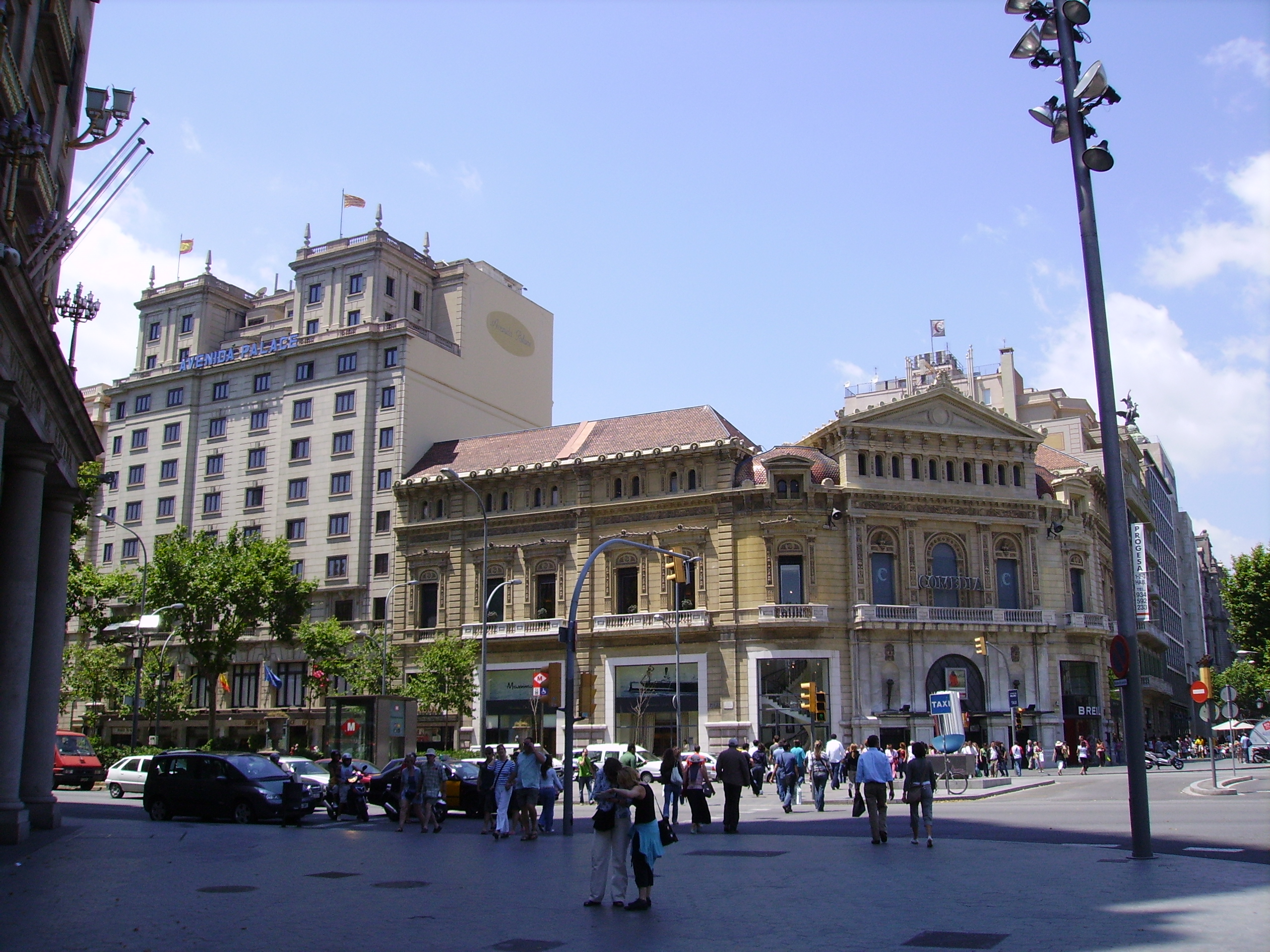
A l'esquerra, l'hotel Avenida Palace, on hi havia els jardins del Palau Marcet

L'any 1935, l'empresari Josep Maria Padró va encarregar als arquitectes Pere Domènech i Roura i Josep Rodríguez i Lloveras la construcció d'un teatre d'alt nivell, que va suposar l'enderroc de l'interior, tot mantenint la façana original. Interrompudes per la Guerra Civil, les obres es van reprendre el 1939, concloent-se el 1941. El 2 d'abril es va inaugurar el Teatre de la Comèdia, que tenia platea i dos pisos amb llotges i butaques, amb una capacitat total de 1.246 seients.
El 1951, es va construir l'hotel Avenida Palace als antics jardins. El 1960, la sala va convertir-se en cinema amb el nom de Cinema Comèdia, tot esdevenint un dels principals cinemes d'estrena de la ciutat. Més modernament (1983 i 1995), es va transformar en multisales: una de principal (amb 839 butaques), una de 224 places i tres més de 153. Va tancar les portes el 14 de gener del 2024.
El novembre del mateix any, es va anunciar que el fons voltor Stoneweg havia comprat l'immoble, que es preveu que acollirà el Museu Carme Thyssen.

## Descripció
Ogirinalment es va projectar com un edifici a quatre vents amb jardins al voltant. Consta de planta baixa, principal i un pis de sotacoberta. Actualment els espais de la planta baixa es troben habilitats com a botigues mentre que la resta de l'immoble acull les dependències i sala del cinema que ocupa la finca.
Destaca la façana en xamfrà amb tres trams de mur clarament diferenciats a través de pilastres amb carreus de pedra que contraresten (a través de cossos verticals) la marcada horitzontalitat de la façana. Aquesta horitzontalitat s'accentua per l'escassa alçada de l'edifici (amb només tres pisos) i que queden ben definits a través dels balcons de la planta noble i la gran cornisa que separa aquest nivell del de sotacoberta. La façana del xamfrà s'articula amb les del Passeig de Gràcia i de la Gran Via de les Corts Catalanes a través d'un pany mural corb, lleugerament més baix que la resta.
Actualment, la planta baixa es troba molt desvirtuada respecte l'estat original. Es tractava d'un cos amb finestres rectangulars alineades amb les de la planta pis i que van ser eliminades per fer unes obertures més grans que poguessin acollir els grans aparadors de les botigues. A diferència del projecte original, on hi havia un únic pis a planta baixa, la reforma contemporània va realitzar un nou espai amb dos nivells.
Al pis, les finestres es disposen en grups de dos i tres (al xamfrà) a excepció del cos corb que articula el xamfrà, on només es disposa una. Les finestres presenten un projecte decoratiu unitari, són obertures rectangulars amb llinda esculpida amb que queden emmarcades per pilastres laterals, coronades per un element en cornisa i obertes a uns balcons en voladís amb balustrada de pedra. Les tres finestres localitzades al xamfrà es caracteritzen pel seu tractament diferenciat de la resta de obertures, tant en composició com per la decoració. La finestra central és un arc de mig punt amb dovelles esculpides que s'assenten a sobre d'uns muntants que segueixen el mateix patró decoratiu de la rosca de l'arc i coronades per un capitell d'inspiració coríntia. Aquest arc s'emmarca dins d'una motllura rectangular i queda flanquejat a sengles costats per dues finestres de similar composició, emmarcades per pilastres esculpides però en aquest cas amb llinda i no pas amb arc. Aquestes llindes presenten una fornícula central a manera de venera d'estil classicista on es disposen sengles bustos. La resta de finestres segueixen el mateix patró decoratiu però la venera es transforma en una mena de frontó semicircular amb motius escultòrics en mig relleu.
Aquesta decoració de clara inspiració classicista es repeteix a altres elements de la façana com la cornisa, les mènsules (amb cap de lleó) i les finestres de mig punt que coronen el darrer pis de l'edifici. Aquest estil classicista es posa en relleu també amb el gran frontó triangular que corona la façana del xamfrà (a diferència de les cobertes bombades als angles) i que es remata amb cresteries al carener.